# Desde Chile... un abrazo a la esperanza
Desde Chile… un abrazo a la esperanza fue el nombre de dos conciertos benéficos realizados en el Estadio Nacional de Chile, en Santiago (Chile) los días 12 y 13 de octubre de 1990, organizados por Amnistía Internacional. El evento congregó a destacados artistas internacionales y locales para celebrar la restauración de la democracia en ese país, tras diecisiete años de dictadura militar, encabezada por Augusto Pinochet, en la que se cometieron numerosas violaciones a los derechos humanos.

## Antecedentes
Durante fines de la década de 1980, la organización no gubernamental Amnistía Internacional realizó varias giras de conciertos mundiales para apoyar la causa de los derechos humanos. En 1988 organizó el tour ‘’Human Rights Now!‘’ («Derechos Humanos, ¡ahora!»), que congregó a artistas como Bruce Springsteen, Sting, Peter Gabriel, Sinead O'Connor, Tracy Chapman y Youssou N'Dour, y que visitó Sudamérica, realizando conciertos en Brasil y Argentina. Amnistía Internacional tenía planes de realizar un concierto en la capital chilena, pero la dictadura de Pinochet puso trabas burocráticas a la organización y finalmente no pudo concretarse. Sin embargo, se realizó un concierto el 14 de octubre de 1988 en Mendoza, ciudad fronteriza con Chile, donde se presentaron las bandas chilenas Los Prisioneros e Inti Illimani.
Tras el cambio de mando del 11 de marzo de 1990, cuando asumió como presidente de Chile Patricio Aylwin, poniendo fin a 17 años de dictadura militar, el director de Amnistía Internacional Chile, Ramón Farías, decidió organizar un festival musical para celebrar el fin del régimen de Pinochet, y conmemorar a las víctimas de violaciones a los derechos humanos cometidas entre 1973 y 1990 en Chile. Se eligió como lugar para realizar los conciertos el Estadio Nacional, lugar de detención política y tortura durante la dictadura, y que desde el 7 de marzo de 1989, cuando se presentó Rod Stewart, había albergado varios recitales masivos de artistas internacionales.
El primer confirmado para el evento fue el británico Sting, quien en su álbum ‘’…Nothing Like the Sun‘’ (1987) había dedicado una canción a las madres de los detenidos desaparecidos chilenos, «They Dance Alone (Cueca Solo)», la cual tuvo una versión en español, «Ellas bailan solas», que apareció en su EP ‘’Nada como el sol‘’ (1988). Sting ayudó a Amnistía Internacional a reclutar a los demás artistas internacionales que se presentaron.

## Artistas
- Sinéad O'Connor
- Tracy Chapman
- Sting
- Peter Gabriel
- New Kids on the Block
- Jackson Browne
- Luz Casal
- Wynton Marsalis
- Rubén Blades
- Inti-Illimani
- Congreso
- Los Ronaldos
- Fernando Saunders

## Los conciertos

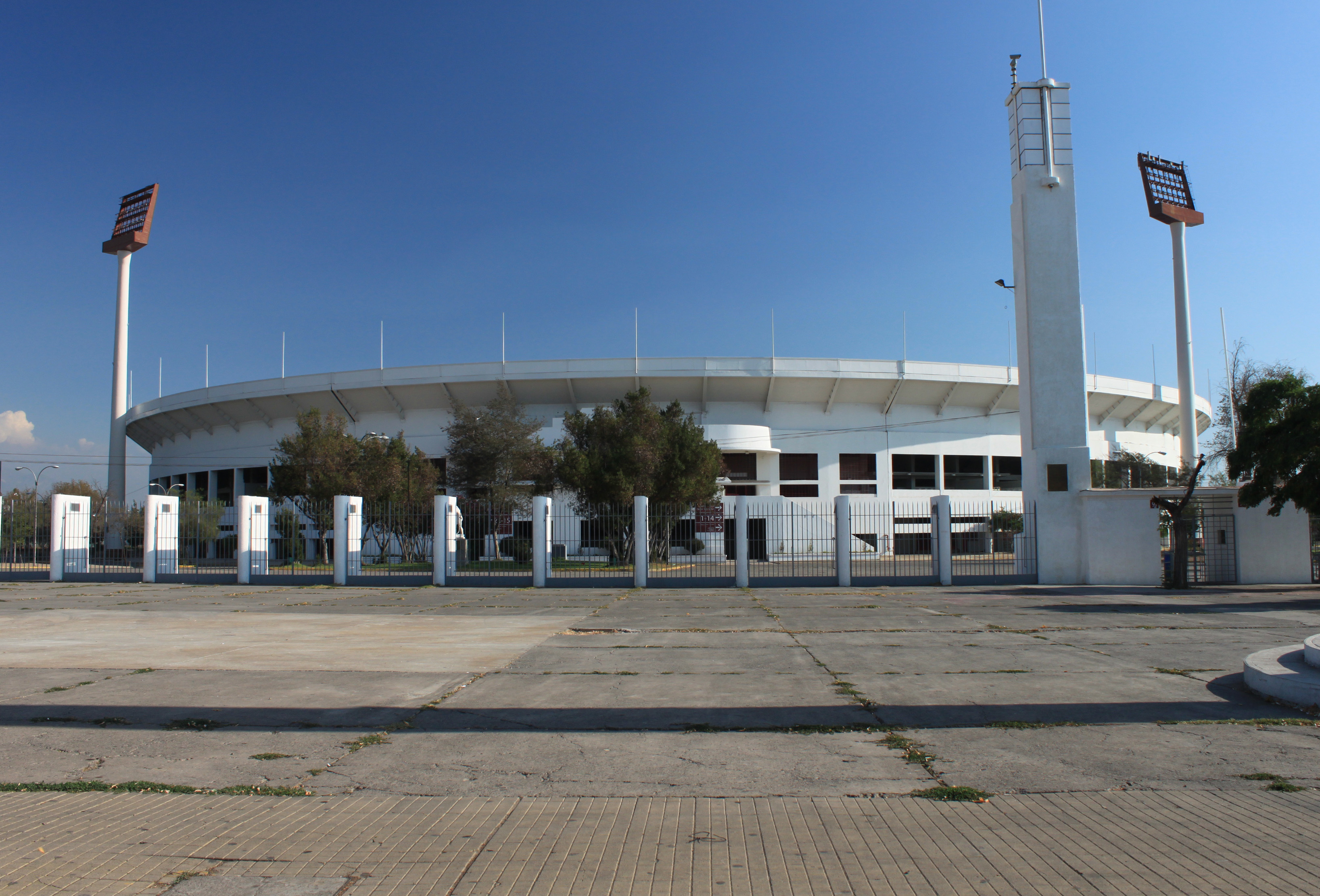
Estadio Nacional de Chile, lugar donde se realizaron los conciertos.

El evento se realizó en dos jornadas, el 12 y 13 de octubre de 1990. Asistieron alrededor de 150 mil personas al evento (unas 80 mil personas por día), y en total unas 2 mil se inscribieron como voluntarias de Amnistía Internacional Chile. Ambas jornadas sumadas duraron 17 horas.
Ambos días la obertura del concierto consistió en la interpretación de la canción «Get Up, Stand Up» de Bob Marley por varios de los artistas que se presentaban en la jornada, además de un minuto de silencio por las víctimas de las violaciones a los derechos humanos. Los únicos artistas que se presentaron en ambas jornadas fueron Rubén Blades, Jackson Browne e Inti Illimani.
El primer día —viernes 12— estuvo marcado por la presentación del grupo de pop New Kids on the Block, a quienes la mayoría del público iba a ver, dando como resultado una audiencia principalmente joven y femenina. Los gritos de histeria por la banda se sintieron durante toda la jornada, e incluso hicieron que Rubén Blades dijera al público «Gracias por su honestidad», en respuesta a los gritos que pedían a los New Kids on the Block al inicio de su presentación. Donnie Wahlberg, miembro de la banda estadounidense, leyó una declaración en español por los derechos humanos durante el espectáculo.
El segundo día —sábado 13— la programación incluyó a la mayoría de los artistas internacionales, incluyendo a Luz Casal, Wynton Marsalis, Sinéad O'Connor, Peter Gabriel y Sting. Esto hizo que el público fuera adulto y «más interesado y cooperativo» en opinión de los organizadores. Algunos de los momentos más destacados de la jornada fueron la petición que hizo Jackson Browne a las autoridades chilenas de liberar a los periodistas Juan Andrés Lagos y Juan Pablo Cárdenas; la espontánea reacción del público durante «Jungle Blues» en la presentación de Winton Marsalis, que reconoció la armonía base de un rock and roll y comenzó a corear «El rock del Mundial»; la vela que Sinead O’Connor prendió en memoria de Rodrigo Rojas De Negri, fotógrafo asesinado en 1986 por la dictadura militar; y el llamado que hizo Sting en español a Augusto Pinochet durante «They Dance Alone», canción en donde también bailó con mujeres activistas de la Agrupación de Familiares de Detenidos Desaparecidos.

### Jornada de clausura
Los artistas que se presentaron el 13 de octubre de 1990 fueron:
| Artista                             | Canciones |
| ----------------------------------- | --- |
| Obertura                            | - Minuto de silencio - «Get Up, Stand Up» (The Wailers) (Peter Gabriel, Jackson Browne, Luz Casal, Rubén Blades, Inti Illimani y Congreso) |
| ’’’Luz Casal‘’’                     | - «Hechizado» - «A cada paso» - «Eres tú» - «Loca» - «El tren» - «Quiéreme aunque te duela» - «No me importa nada» |
| ’’’Inti Illimani‘’’                 | - «Bailando, bailando» - «Tarantella» - «En libertad» - «El equipaje del destierro» (con Peter Gabriel y Wynton Marsalis) - «El arado» (Víctor Jara) (con Peter Gabriel) - «Wallflower» (Peter Gabriel) (con Peter Gabriel) - «Samba landó» - «El mercado de Testaccio» |
| ’’’Wynton Marsalis‘’’               | - «Gracias a la vida» (Violeta Parra) - «The Majesty of The Blues» - «Play the Blues and Go» - «Jungle Blues» (Jelly Roll Morton) |
| ’’’Jackson Browne‘’’                | - «For America» - «Lives in the Balance» |
| ’’’Rubén Blades y Seis del Solar‘’’ | - «Plástico» - «Decisiones» - «Buscando América» - «Pedro Navaja» - «Desaparecidos» - «Muévete» |
| ’’’Sinéad O'Connor‘’’               | - «The Emperor’s New Clothes» - «I Want Your (Hands on Me)» - «Three Babies» - «Black Boys on Mopeds» - «Irish Ways And Irish Laws» - «I Am Stretched on Your Grave» - «The Last Day of Our Acquaintance» - «Nothing Compares 2 U» - «Jump in the River» - «Jerusalem» - «Mandinka» - «Black Is the Colour (Of My True Love’s Hair)» (Nina Simone) |
| ‘’’Sting‘’’                         | - «Message in a Bottle» (The Police) - «Driven to Tears» (The Police) - «King of Pain» (The Police) - «Children’s Crusade» - «Spirits in the Material World» (The Police) - «If You Love Somebody Set Them Free» |
| ’’’Peter Gabriel‘’’                 | - «Don’t Give Up» (con Sinéad O'Connor y Sting) - «Biko» (con Sting) |
| ’’’Sting’’’ (‘’encore‘’)            | - «Bring on the Night» (The Police) - «When the World is Running Down, You Make The Best Of What’s Still Around» (The Police) - «Mariposa libre» (versión en español de «Little Wing») (The Jimi Hendrix Experience) - «From Me to You» (The Beatles) - «Tea in the Sahara» (The Police) - «Walking on the Moon» (The Police) - «Every Breath You Take» (The Police) - «Fragile» - «Roxanne» (The Police) - «Get Up, Stand Up» (The Wailers) (con Peter Gabriel, Inti Illimani, Rubén Blades y Sinéad O’Connor) - «They Dance Alone» |

## Transmisión y grabación
El evento fue transmitido en vivo para Chile por Televisión Nacional de Chile (TVN), medio controlado anteriormente, hasta el 11 de Marzo, por la dictadura Militar, conducido por Augusto Góngora, y en España por Televisión Española (TVE) y Radio 3. También fue emitido en otros ocho países.
El grupo New Kids on the Block no autorizó a la organización grabar su presentación del día 12 de octubre, y solo existen registros de su canción «Call It What You Want».
El concierto no estuvo disponible en formato de video o audio —aunque fue emitido en algunos teatros fuera de Chile— hasta octubre de 2013, cuando Amnistía Internacional anunció el lanzamiento de una caja recopilatoria de 6 DVD y dos discos compactos llamada ‘’Released!: The Human Rights Concerts‘’, con diferentes presentaciones de sus giras musicales entre 1986 y 1998, entre las que está «Un abrazo a la esperanza» (lanzada oficialmente con su traducción al inglés, ‘’An Embrace Of Hope’’).

## Nota
1. ↑  Acompañado por Herlin Riley (batería), Wessell Anderson (alto), Todd Williams (tenor/clarinete), Reginald Veal (bajo), Eric Reed (piano) y Wycliffe Gordon (trombón).